# 菲奥娜·默塔
菲奥娜·默塔（英語：Fiona Murtagh，1995年7月11日—），爱尔兰女子赛艇运动员。她曾代表爱尔兰参加2020年夏季奥林匹克运动会赛艇比赛，获得女子四人单桨无舵手铜牌。